# Tour der Denkmäler Niederschwedeldorf und Oberschwedeldorf

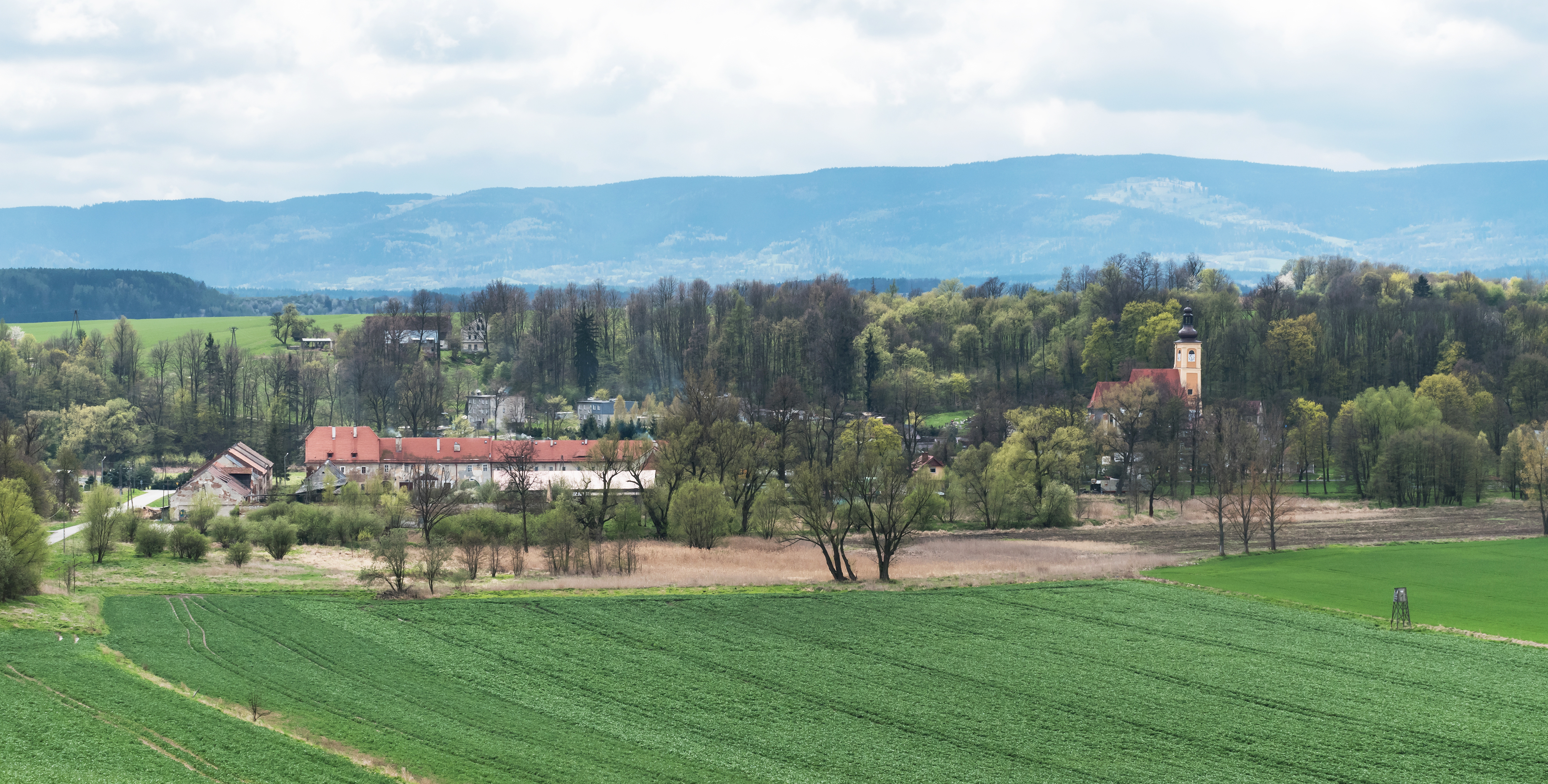
Blick auf den Dorfkern von Niederschwedeldorf

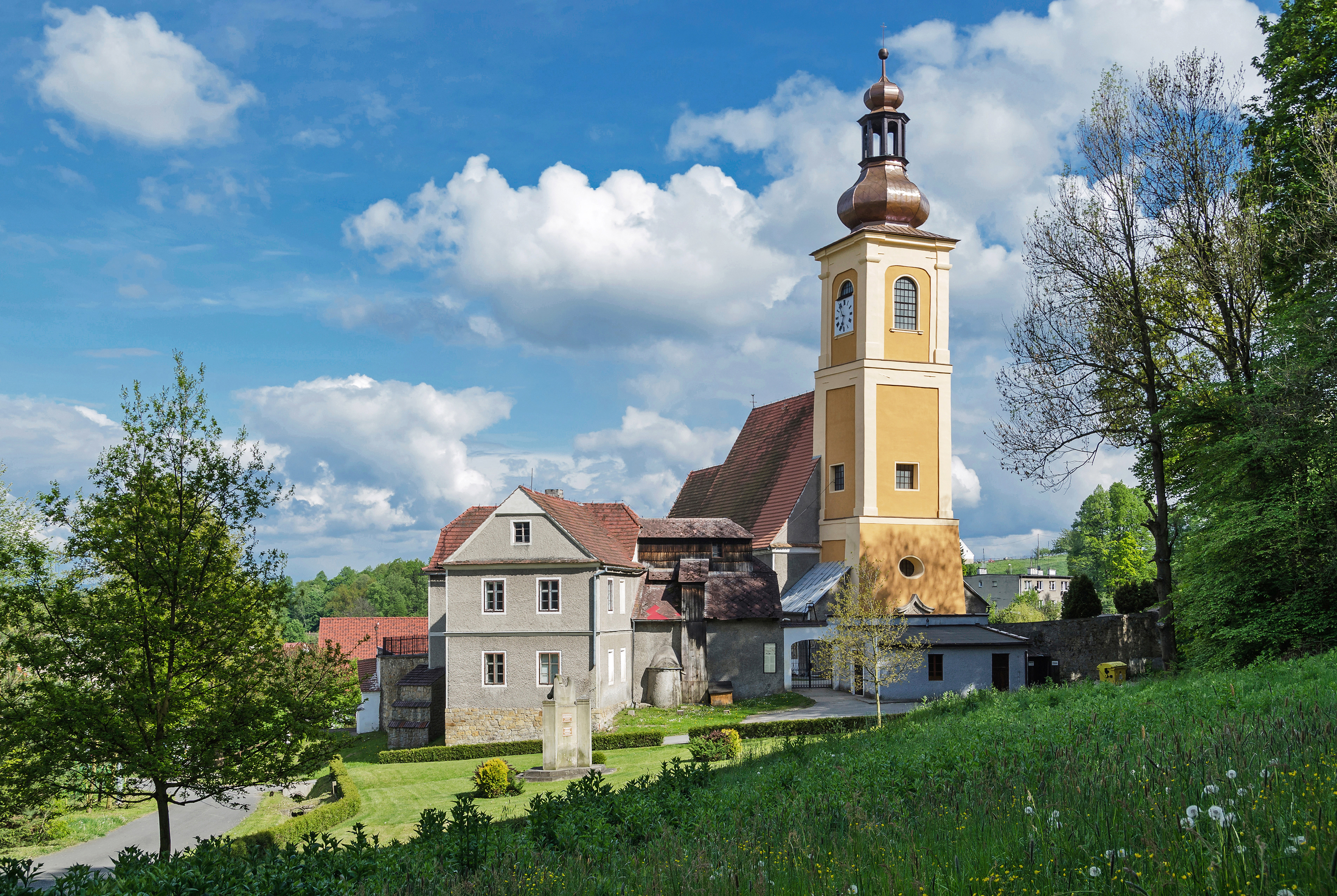
Die Pfarrkirche von Niederschwedeldorf

Die Tour der Denkmäler Niederschwedeldorf und Oberschwedeldorf, polnisch: Szlak Pomników Szalejów Dolny, Szlak Pomników Szalejów Górny, ist eine mehrere Kilometer lange Aneinanderreihung von renovierten oder verschönerten Bau- und Kleindenkmälern in diesen zwei ineinander übergehenden Orten, die zur Landgemeinde Kłodzko (Glatz) im Powiat Kłodzki (Kreis Glatz) gehören.
Die Tour entstand auf Initiative des in Niederschwedeldorf geborenen ehrenamtlichen Denkmalpflegers Helmut Goebel. Sie ist ein Beispiel für die deutsch-polnische Zusammenarbeit im Bereich des Denkmalschutzes und der Denkmalpflege in der ehemaligen Grafschaft Glatz (seit 1945 Ziemia Kłodzka), die nach dem Zweiten Weltkrieg an Polen fiel. Sie ist als Wander- oder Fahrradtour projektiert und soll viele historische und denkmalpflegerische Informationen vermitteln.
Nachfolgend sind die Denkmäler nach Gemeindeteilen aufgelistet.

## Liste der Denkmäler
In dieser Liste sind alle Denkmäler aufgeführt, die sich für eine Tour der Denkmäler von Bad Altheide über Oberschwedeldorf, Niederschwedeldorf, Altwilmsdorf und zurück nach Bad Altheide eignen. Eine große Zahl davon steht unter Denkmalschutz.

### Niederschwedeldorf
(polnisch: Szalejów Dolny)
| Bild | Denkmal                                                | Gemeindeteil, Lage                                               | Beschreibung und Baujahr |
| ---- | ------------------------------------------------------ | ---------------------------------------------------------------- | --- |
|      | Pfarrkirche St. Simon und Judas Thaddäus               | Szalejów Dolny / Niederschwedeldorf 50° 25′ 29″ N, 16° 35′ 31″ O | DS – Die Pfarrkirche zu den hll. Simon und Judas Thaddäus entstand bereits im Spätmittelalter wurde aber im Barock umgebaut. 1489–1491 massiv gebaut. Renovierung sowie Wölbung von Presbyterium und Chor 1702, damals auch neuer Taufstein. |
|      | Denkmal für die Gefallenen des Ersten Weltkriegs       | Szalejów Dolny / Niederschwedeldorf 50° 25′ 30″ N, 16° 35′ 29″ O | DS – Das Kriegerdenkmal wurde auf diesen neuen Standort versetzt, auf stabilem Fundament und umgeben von einer Grünanlage. Eine neue Gedenktafel erinnert an das gemeinsame deutsch-polnische Gedenken an das Leid des Zweiten Weltkriegs. Bildhauer Franz Wagner aus Glatz schuf es aus Heuscheuer-Sandstein. Es wurde 1929 eingeweiht. 2003 wurde es auf den heutigen Platz umgesetzt, restauriert und am 8. Juni 2003 wieder eingeweiht. Es ist versehen mit den Namen der deutschen Gefallenen des Ersten Weltkriegs.                                                                  |
|      | Dreifaltigkeitssäule                                   | Szalejów Dolny / Niederschwedeldorf 50° 25′ 42″ N, 16° 34′ 42″ O | DS – Errichtet etwa um 1700. Eine seltene Darstellung des Heiligen Geistes als menschliche Person. Diese Säule ist ein besonders wichtiges geschütztes Denkmal in der Grafschaft, da sie in ihrer Art so selten ist. Neueinweihung nach der Restaurierung im September 2006. |
|      | Wallfahrtskirche St. Anna (mit Sippenaltar)            | Szalejów Dolny / Niederschwedeldorf 50° 25′ 39″ N, 16° 34′ 49″ O | DS – Diese Wallfahrtskirche an der Reinerzer Weistritz ist überregional wichtig gewesen für Wallfahrer aus der Grafschaft und weiterher. Dafür zeugt auch die Außenkanzel an der Frontseite, die zur Beichtkapelle St. Magdalena hinzeigt. Die Ersterbauung 1523/24 war aus Holz. Abriss und massiver Bau an gleicher Stelle 1731/32. Viele Wallfahrer kamen und beteten um Schutz vor der Pest und um Glück in der Familie. An der Außenwand Grundstein der ersten und zweiten St.-Anna-Kapelle. Restaurierung nach dem Hochwasser von 1998, Fotoreproduktion des Sippenaltars seit 2008. |
|      | Beichtkapelle St. Magdalena neben der Wallfahrtskirche | Szalejów Dolny / Niederschwedeldorf 50° 25′ 39″ N, 16° 34′ 48″ O | DS – Diese Kapelle an der Weistritz mit vier Beichtstühlen wurde gebaut, als der Andrang der Wallfahrer in der späten Barockzeit so groß war, dass man mit der St.-Anna-Kirche allein nicht mehr zurechtkam. Errichtet 1743. Restaurierung nach dem Hochwasser von 1998. |
|      | Denkmal für Papst Johannes Paul II.                    | Szalejów Dolny / Niederschwedeldorf 50° 25′ 41″ N, 16° 34′ 42″ O | Errichtet und eingeweiht im September 2006. Das Papstdenkmal ist das jüngste Monument, das in der Nähe der Dreifaltigkeitssäule steht und den katholischen Geist des heutigen Polen ausdrückt. |
|      | Der Bettelmönch (Jesuitenwappen)                       | Szalejów Dolny / Niederschwedeldorf 50° 25′ 30″ N, 16° 35′ 41″ O | Diese Gedenktafel am Gutshofeingang erinnert daran, dass die Jesuiten das Gut über längere Zeit in ihrem Besitz hatten, bevor sie es an den preußischen Staat abgeben mussten. Über dem Torbogen des Dominiums befindet sich das von den Jesuiten errichtete Wappen, auf ihm steht: „1694 S Ignatius de Loiola“ |
|      | Friedhofskreuz im Kirchhof                             | Szalejów Dolny / Niederschwedeldorf 50° 25′ 26″ N, 16° 35′ 31″ O | Das Friedhofskreuz ist ebenfalls recht alt und wurde von Helmut Goebel restauriert. |
|      | Lapidarium deutscher Grabsteine an der Friedhofsmauer  | Szalejów Dolny / Niederschwedeldorf 50° 25′ 28″ N, 16° 35′ 29″ O | Das Lapidarium für die erhaltenen deutschen Grabsteine ist direkt an einem anderen Denkmal in der Kirchhofmauer – dem Relief der hl. Rosalie – platziert. 1984 bei der Einebnung der deutschen Gräber auf dem Friedhof und auf dem Cholera-Begräbnisplatz (siehe Nr. 35) angelegt. Rechts befindet sich auch der Stein für Pfarrer Gisbert Rotter, der am 24. Juli 1832 an der Cholera starb und auf dem Cholera-Begräbnisplatz (Auf dem Rieger) begraben wurde. |
|      | hl. Rosalie (Friedhofsmauer, am Lapidarium)            | Szalejów Dolny / Niederschwedeldorf 50° 25′ 28″ N, 16° 35′ 29″ O | Sie wurde als Pestheilige verehrt. Nach der großen Pest in Glatz von 1680 wurde sie auch hier als Relief angebracht. |
|      | Konche mit Kreuz                                       | Szalejów Dolny / Niederschwedeldorf 50° 25′ 29″ N, 16° 35′ 40″ O | Diese Konche mit Kreuz steht an der Hausmauer der ehemaligen Post und wurde vom Freiherrn von Münchhausen gestiftet. Bildhauer E. Strauch, Glatz, 1833. Restauriert 2008 von Familie Scheffer. |
|      | Gedenkstein Franz Wenke                                | Szalejów Dolny / Niederschwedeldorf 50° 25′ 44″ N, 16° 34′ 7″ O  | Dieser Gedenkstein steht an der Ortsgrenze des Dorfes. Franz Wenke wurde am 17. Februar 1824 im Alter von 50 Jahren von einem Pferd erschlagen. Der Gedenkstein wurde 2008 durch Zufall entdeckt, restauriert und im ersten Quartal 2009 neu aufgestellt. |
|      | Kreuz                                                  | Szalejów Dolny / Niederschwedeldorf                              | Am Ortseingang (von Oberschwedeldorf kommend) gab es eine Furt durch die Weistritz, bis im Dorf Brücken gebaut wurden. Die Pilger von Altheide gingen den Fußweg – auf dem ein altes Wegerecht lag – hinter den Höfen entlang bis zur St-Anna-Kapelle. |
|      | Bildstock                                              | Szalejów Dolny / Niederschwedeldorf 50° 25′ 42″ N, 16° 34′ 19″ O | Bei Haus Nr. 75, es war früher der Hof von Wilhelm Bernhard |
|      | Gedenkstein Johann Mattern                             | Szalejów Dolny / Niederschwedeldorf 50° 25′ 44″ N, 16° 34′ 23″ O | Er verunglückte hier im ehemaligen Steinbruch tödlich am 29. Juni 1839 im Alter von 44 Jahren. Teilrestaurierung im Mai 2002 |
|      | Arnestus-Statue                                        | Szalejów Dolny / Niederschwedeldorf 50° 25′ 40″ N, 16° 34′ 51″ O | Sie stammt aus dem Jahr 1732. Restaurierung im Jahr 2002. Sie steht bei Haus Nr. 89. |
|      | Bildstock des hl. Antonius                             | Szalejów Dolny / Niederschwedeldorf 50° 25′ 36″ N, 16° 34′ 50″ O | Er wurde von Anton Heinze errichtet. 1714 starben auf diesem Hof 12 Personen an der Pest und wurden hier im Garten begraben. Restaurierung 1998. Bei Haus Nr. 62 (vormals Hof Goebel) |
|      | Sogenanntes Schwedenkreuz                              | Szalejów Dolny / Niederschwedeldorf 50° 25′ 39″ N, 16° 34′ 49″ O | Es stand bis 1988 am Ortsanfang von Oberschwedeldorf und sollte dort an die Toten und die Schrecken des Dreißigjährigen Krieges erinnern. Jetzt steht es an der Weistritz. |
|      | Säule der schmerzhaften Muttergottes                   | Szalejów Dolny / Niederschwedeldorf 50° 25′ 35″ N, 16° 34′ 54″ O | Im Sockel Darstellung der hl. Hedwig und des Gründers des Zisterzienserordens Bernhard von Clairveaux. Aufgestellt von den Kindern der Eheleute Völkel, deren Eltern als letzte von 46 Opfern der ersten Cholera-Epidemie in Niederschwedeldorf starben. Restauriert im Jahre 2006. Es steht bei Grundstück Nr. 59. |
|      | Gedenkstein Emma Klinke                                | Szalejów Dolny / Niederschwedeldorf                              | Auf den Stein schrieben die Eltern: „Denkmal für unsere Tochter Emma Klinke, die hier verbrannte, denn das Feuer fand die Kleider am 3. Oktober 1865 im Alter von 10 Jahren.“ Wieder aufgestellt im Jahre 2001. Es steht bei Grundstück Nr. 56. |
|      | Typischer Bildstock des 19. Jahrhunderts               | Szalejów Dolny / Niederschwedeldorf                              | Auf ihm steht vermerkt: „Errichtet Rübartsch 1867“ Er steht beim ehemaligen Hof von Alfons Buhl. |
|      | Bildstock an der Kirchbrücke                           | Szalejów Dolny / Niederschwedeldorf 50° 25′ 31″ N, 16° 35′ 33″ O | An der Kirchbrücke steht auf der rechten Seite, wenn man zur Kirche geht, ein Bildstock. (Ist die Darstellung eine Marienszene?) |
|      | Statue des böhmischen Landesheiligen Johannes Nepomuk  | Szalejów Dolny / Niederschwedeldorf 50° 25′ 31″ N, 16° 35′ 33″ O | Neben der Kirchbrücke ist diese Statue neu aufgestellt worden, mit stabilem Fundament. Auf dem Sockel steht:„Sz Johannes Nepomucene - sus ope Vota -tibi De vota“ (Nimm an die Gelöbnisse, die Dir versprochen sind). Er wurde beim Bau der Kirchbrücke 1723 aufgestellt. Restaurierung im Jahre 2006 und aus Platzgründen an die Weistriz umgesetzt. |
|      | Stammwappen der Familie von Pardubitz                  | Szalejów Dolny / Niederschwedeldorf 50° 25′ 28″ N, 16° 35′ 31″ O | Über dem Kirchhoftor ist dieses alte Wappen angebracht. Dieses Tor wurde ebenfalls renoviert und das Wappen instand gesetzt. |
|      | Flurkreuz aus der Gründerzeit                          | Szalejów Dolny / Niederschwedeldorf                              | Bildhauer A. Urban. Errichtet durch F. Nentwig 1863. Es steht beim Haus Nr. 39. |
|      | Bildstock                                              | Szalejów Dolny / Niederschwedeldorf                              | Errichtet etwa um 1850. Restauriert 2008. Er steht bei Haus Nr. 36 (ehemals Hof Josef Heinze) |
|      | Bildtafel „Madonna mit dem Kinde“                      | Szalejów Dolny / Niederschwedeldorf                              | Sie steht bei Haus Nr. 28 (ehemals Hof von Alfons Kuschel) und ist an einer Eiche angebracht. |
|      | Wegkreuz                                               | Szalejów Dolny / Niederschwedeldorf                              | Errichtet von August Kuschel 1911. Bei der Restaurierung auf die Fundamente eines Vorgängerkreuzes gestoßen. ES steht bei Haus Nr. 20. |
|      | Schloss der Freiherrn von Münchhausen                  | Szalejów Dolny / Niederschwedeldorf 50° 25′ 37″ N, 16° 35′ 57″ O | Erbaut 1840. Unbewohnt. Besitzerin: Anna Fuchs, USA. |
|      | Mausoleum der Freiherrn von Münchhausen                | Szalejów Dolny / Niederschwedeldorf 50° 25′ 40″ N, 16° 36′ 1″ O  | 1871 im Schlosspark errichtet. Nach 1945 Öffnung und Plünderung einiger Grüfte. Restaurierung 2004 und 2017 (jüngstes Projekt von Helmut Goebel). |
|      | Wegkreuz (An der Europastraße 67)                      | Szalejów Dolny / Niederschwedeldorf                              | Errichtet wurde es von Caspar Olbrich 1829. Es steht bei Haus Nr. 90 (ehemals Hof Beinlich). |
|      | Gedenkstein und Kreuz für Ida Strauch                  | Szalejów Dolny / Niederschwedeldorf                              | An der E 67 von Reinerz, kurz vor Glatz (Straßenschmiede), wurde am 17. Juli 1906 das neun Jahre alte Mädchen auf dem Schulweg nach Niederschwedeldorf ermordet. Kreuz erneuert 1999; Stein gesetzt am 24. Juli 2006. |
|      | Bildstock (zweistöckig)                                | Szalejów Dolny / Niederschwedeldorf                              | Er steht bei Hof Nr. 21 (ehemals Hof Josef Ulbrich). |
|      | Bildstock                                              | Szalejów Dolny / Niederschwedeldorf                              | Errichtet von Josef Olbricht 1857. An ihm wurde die Hochwassermarke von 1998 angebracht. Er steht bei Haus Nr. 19 (ehemals Paul Berger) |
|      | Cholera-Begräbnisplatz (mit Hinweistafel)              | Szalejów Dolny / Niederschwedeldorf                              | Die insgesamt 88 Opfer der im 19. Jahrhundert grassierenden Cholera-Epidemie wurden hier beerdigt. Eine Hinweistafel weist darauf hin. Dieser Begräbnisplatz liegt „Auf dem Rieger“ – also oberhalb der Pfarrkirche. |

### Oberschwedeldorf
(polnisch: Szalejów Górny)
| Bild | Denkmal                            | Gemeindeteil, Lage                                             | Beschreibung und Baujahr |
| ---- | ---------------------------------- | -------------------------------------------------------------- | --- |
|      | Pfarrkirche St. Georg              | Szalejów Gorny / Oberschwedeldorf 50° 25′ 40″ N, 16° 32′ 43″ O | DS – Die Pfarrkirche St. Georg in Oberschwedeldorf ist ein Ensemble oder ein Denkmalkomplex. Sie zeigt sich heute noch in ihrer Ummauerung als Kirchenburg mit zwei Toren, deren einer zum Glockenturm umgebaut wurde. Von ihrer Ausstattung ist eine Pietá besonders bemerkenswert, da viele Wallfahrer vor ihr gebetet haben. Die erste Kirche wurde im 14. Jahrhundert errichtet, eine gotische Saalkirche. 1683 wurde sie barock umgebaut. Ein erneuter Umbau erfolgte 1765. |
|      | Glockenturm mit Schweißtuchrelief  | Szalejów Gorny / Oberschwedeldorf 50° 25′ 40″ N, 16° 32′ 41″ O | DS – Der Glockenturm (von 1682) wurde damals umgebaut. In seiner Ostwand ist ein Schweißtuch-Relief, das wohl aus der früheren gotischen Kirche stammt (um 1500) |
|      | Gotisches Torhaus                  | Szalejów Gorny / Oberschwedeldorf 50° 25′ 39″ N, 16° 32′ 43″ O | DS – Das Torhaus (vor 1500) hat einen Spitzbogendurchgang und liegt im südlichen Teil der Wehrmauer. Es gibt noch Schießscharten. |
|      | Kirchhofmauer                      | Szalejów Gorny / Oberschwedeldorf 50° 25′ 39″ N, 16° 32′ 43″ O | DS – Die Kirchhofmauer ist eine Wehrmauer aus dem Spätmittelalter. |
|      | Mariensäule (vor der Küsterschule) | Szalejów Gorny / Oberschwedeldorf 50° 25′ 38″ N, 16° 32′ 44″ O | DS – Diese Mariensäule vor der Küsterschule wurde 1725 zum Gedenken an die vielen Pesttoten errichtet. Vermutlich war es ein Gelübde. Die Säule wurde 2011/2013 durch Helmut Goebel renoviert. Blattgoldbelegung durch K H Ludwig. Finanziert von den Geschwistern Heinze und den polnischen Dorfbewohnern. |
|      | Riedel-Hannig-Kreuz                | Szalejów Gorny / Oberschwedeldorf                              | Vor dem ehemaligen Haus des Malermeisters Riedel (Hausnr. 78) steht das hohe alte Steinkreuz. Vermutlich wurde es von Familie Exner errichtet. Die Schrifttafel am Stamm sagt: „Es ist vollbracht“. Ein schmiedeeiserner Zaun umgibt das Denkmal. |
|      | Johannes Nepomuk                   | Szalejów Gorny / Oberschwedeldorf                              | Es steht bei Haus Nr. 79 (Restgut von Paul Mücke). Der Vorbesitzer war Ignaz Klinke, der 1811 das Denkmal errichtete. Am Sockel ist ein Flachrelief mit der Moldaubrücke angebracht. |
|      | Kreuzsteckla                       | Szalejów Gorny / Oberschwedeldorf 50° 25′ 50″ N, 16° 32′ 17″ O | Es ist ein Wegekreuz mit Treppenaufstieg und eisernem Zaun. |
|      | Volkmer-Kreuz                      | Szalejów Gorny / Oberschwedeldorf                              | Es steht vor dem Olbricht-Hof (Nr. 27) und wurde 1866 von Alfred Volkmer errichtet. Auf der Vorderseite ist eine Tafel mit einem frommen Spruch angebracht. |
|      | Bildstock                          | Szalejów Gorny / Oberschwedeldorf                              | Er steht auf dem Hof von Oskar Heinze (Nr. 24). Im Auftrag von Rudolf Heinze von Helmut Goebel 2011 renoviert. |
|      | Bildstock                          | Szalejów Gorny / Oberschwedeldorf                              | Er steht am Gut (Nr. 22) und wurde von Franz Tauz errichtet (der das Restgut seit 1818 besaß). Restauriert vom jetzigen Besitzer Leschek Pondo. |
|      | Kreuz                              | Szalejów Gorny / Oberschwedeldorf                              | Es steht vor dem Hof von Oswald Ullrich. Im Sockel ist eine Tafel mit einem frommen Spruch, die Aufforderung zur Beachtung des Leidens Christi. |

### Altwilmsdorf
(polnisch: Stary Wielisław)
| Bild | Denkmal                                   | Gemeindeteil, Lage                                               | Beschreibung und Baujahr |
| ---- | ----------------------------------------- | ---------------------------------------------------------------- | --- |
|      | Hussitenkapelle                           | Szalejów Dolny / Niederschwedeldorf 50° 24′ 52″ N, 16° 36′ 33″ O | DS – Sie erinnert an die Schlacht bei Altwilmsdorf vom 27. Dezember 1428. Der gefallene Herzog Johann I. von Münsterberg wurde in Glatz und 350 seiner Soldaten an der Friedhofsmauer in Niederschwedeldorf beerdigt. Die etwa 400 gefallenen Hussiten wurden an der Friedhofsmauer in Altwilmsdorf beigesetzt. Sie steht außerhalb der Grenze des unteren Teils des Dorfes (vorher in Niederaltwilmsdorf, jetzt Stadt Glatz). Um 1800 wurde sie vom damaligen Grundstückseigentümer neu erbaut und vergrößert, musste jedoch beim Bau der Eisenbahnverbindung von Glatz nach Rückers niedergerissen werden. In den Jahren 1904–1905 wurde sie vom Rittergutsbesitzer Carl Müller unmittelbar neben den Bahngleisen im Stil des Neobarock nach Plänen des Architekten Ludwig Schneider neu errichtet. Das Deckenfresko der Kapelle stammt vom Historienmaler Wilhelm von Wörndle; es stellt den Tod des Herzogs dar. |
|      | Pfarr- und Wallfahrtskirche St. Katharina | Stary Wielisław / Altwilmsdorf 50° 23′ 59″ N, 16° 33′ 54″ O      | DS – Die Pfarr- und Wallfahrtskirche St. Katharina (Kościół Św. Katarzyny) wurde, nachdem sie 1428 von den Hussiten niedergebrannt worden war, einige Jahre später neu errichtet und im 16. Jahrhundert durch den Anbau der Seitenschiffe erweitert. Im Dreißigjährigen Krieg wurde sie erneut zerstört und danach wieder aufgebaut. Im 18. Jahrhundert erfolgten eine Erweiterung und ein Umbau im Barockstil. Aus dieser Zeit stammen: - Das Hauptportal mit dem Flachrelief der Hl. Katharina - Der Hochaltar mit der Figur der Hl. Katharina in der Aureole der Bekrönung - Die Figuren der Hll. Gregor und Augustinus im Retabel - Die Figuren der Hll. Ambrosius und Hieronymus über den Pforten - Die Figuren der Hll. Johannes Nepomuk und Franz Xaver vor der Kirche Das Gnadenbild der Schmerzhaften Muttergottes aus dem 15. Jahrhundert befindet sich ebenfalls im Retabel. Das geschmiedete Renaissance-Gitter stammt aus dem Jahre 1600. Die ovale Mauerumfriedung mit dem zweigeschossigen Tor von 1569 gibt der Kirche ein mittelalterliches, wehrhaftes Aussehen. Die drei Kapellen und der nach innen offene überdachte Umgang wurden im 17./18. Jahrhundert erbaut. Zwischen Mauerumfriedung und Kirche befindet sich der Friedhof. Die Friedhofskapelle ist barock ausgestattet und stammt aus dem 18. Jahrhundert. Sie wurde im Jahre 2005 umfassend renoviert. |
|      | Dreifaltigkeitssäule                      | Stary Wielisław / Altwilmsdorf 50° 23′ 59″ N, 16° 33′ 52″ O      | Westlich von der Pfarr- und Wallfahrtskirche St. Katharina steht die Dreifaltigkeitssäule aus dem Jahre 1682. |

### Bad Altheide
(polnisch: Polanica-Zdrój)
| Bild | Denkmal                               | Gemeindeteil, Lage                                                             | Beschreibung und Baujahr |
| ---- | ------------------------------------- | ------------------------------------------------------------------------------ | --- |
|      | Pfarrkirche Maria Himmelfahrt         | Polanica-Zdrój / Bad Altheide 50° 24′ 21″ N, 16° 30′ 37″ O                     | DS – Die Pfarrkirche Mariä Himmelfahrt (Kościół Wniebowzięcia NMP) wurde 1910 im neobarocken Stil erbaut. Das Altargemälde schuf der aus Schlegel stammende Oswald Völkel, der in München Kirchenmaler war. |
|      | Trinkhalle                            | Polanica-Zdrój / Bad Altheide 50° 24′ 30″ N, 16° 30′ 43″ O                     | DS – Diese Trinkhalle im Stil der späten Kaiserzeit (1906) ist heute wie die anderen Gebäude des Kurparks denkmalgeschützt.                                                                                 |
|      | Kurpark                               | Polanica-Zdrój / Bad Altheide 50° 24′ 31″ N, 16° 30′ 33″ O                     | DS – Der Kurpark hat einen alten Baumbestand und am Park liegende Kurhäuser. |
|      | Kurtheater                            | Polanica-Zdrój / Bad Altheide 50° 24′ 29″ N, 16° 30′ 41″ O                     | DS – Dieses Kurtheater wurde nach dem Ersten Weltkrieg erbaut, zusammen mit anderen Kurgebäuden. |
|      | Kur- und Stadtanlage an der Weistritz | Polanica-Zdrój / Bad Altheide 50° 24′ 19″ N, 16° 30′ 35″ O                     | DS – Die Stadtanlage, diese Promenade und die Kuranlagen sind ein geschütztes Ensemble. |
|      | Ehemaliges Kurhaus                    | Polanica-Zdrój / Bad Altheide 50° 24′ 33″ N, 16° 30′ 40″ O50.40722°, 16.512081 | DS – Das Kurhaus von 1911 ist heute ein Sanatorium. |